# Piràmide negra

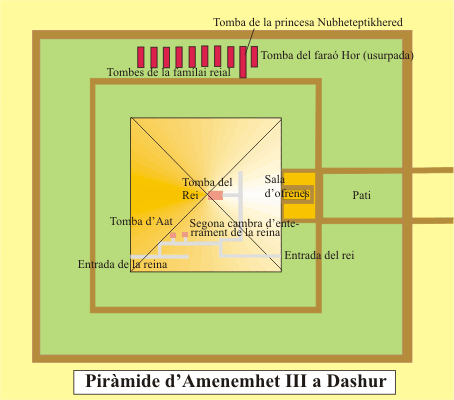
Piràmide d'Amenemhet III a Dashur

La piràmide negra és una piràmide construïda per Amenemhet III a Dashur, al sud de Memfis. La piràmide està seriosament damnada (està totalment en ruïnes) igual que el temple de la vall. Al piramidon, la inscripció dedicada a Amon fou esborrada suposadament en temps d'Akhenaton. Els corredors subterranis són més complexos, i estan dividits en dues parts: una per al faraó i una altra per les seves dones. Va ser construïda en sòl inestable i a poca altura. El seu nom deriva del fet que fou construïda amb materials foscos com les rajoles i el basalt. Es va construir en uns 15 anys, al cap dels quals van aparèixer trencaments als corredors, a causa del fet que el terreny no era adequat i a més hi havia filtracions d'aigua; el faraó no s'hi va enterrar i va fer construir una nova piràmide a Hawara, prop d'el Faium.
La seva altura era d'uns 75 metres, la base de 105 metres i el grau d'inclinació de 54 graus i 30 minuts.
Fou explorada per Jacques de Morgan, George Legrain i Jequier a començaments del segle xx i modernament per un equip alemany dirigit per Arnold (1976-1983). És possible que fos reutilitzada per Amenemhet IV i la reina Sobekneferu, ja que s'han trobat inscripcions amb el seu nom al temple de la vall, i que si bé van construir altres piràmides a Mazghuna, mai les van acabar.